# Syndicate of Sound
Syndicate of Sound est un groupe des années 1960 de San José en Californie, parfois considéré comme un précurseur du rock psychédélique.

## Histoire
Le  groupe original était comporté de Don Baskin (chant, guitare), Bob Gonzalez (basse),Larry Ray  (guitare), John Sharkey (guitare, claviers)  et John Duckworth (batterie). Le groupe a été constitué de la combinaison de deux groupes ; The Pharoahs et The Aristocrats. Syndicate of Sound est rapidement devenu populaire dans la région de San José, et l'année suivante a gagné un concours contre environ 100 groupes dont The Golliwogs qui deviendra plus tard Creedence Clearwater Revival. Le prix était une session d'enregistrement avec Del-Fi Records, mais le 45 tours Prepare For Love  n'a pas été un succès. 
Baskin et Gonzalez ont continué à écrire et composer la chanson Little Girl, que le groupe a enregistré pour Hush Records à San Francisco en janvier 1966. C'est devenu un succès régional dans les stations de radio de San José, attirant l'attention des cadres de Bell Records de New York, qui l'a sorti nationalement et a offert au groupe un contrat pour un album. Little Girl atteint la place de N°8 au classement du magazine Billboard en juin 1966. Remplaçant Ray par  le guitariste Jim Sawyers, ils ont écrit et ont enregistré le LP en trois semaines, et ont commencé une tournée nationale apparaissant à côté d'autres groupes comme  Young Rascals, les Yardbirds et les Rolling Stones.
Les trois autres disques du groupe ont été des échecs et le groupe s’est dissout en 1970. Baskin a travaillé  en tant qu'un musicien et arrangeur de studio à Hollywood avant de se tourner vers la musique country. 
Little Girl été enregistrée par d'autres artistes comme le groupe de punk anglais The Banned qui connut le succès avec ce morceau en 1977.  Little Girl a été également reprise par le groupe australien The Diviynls en 1988.  Depuis 1990, Baskin, Gonzalez et Duckworth ont reformé le groupe avec de nouveaux membres.